# Vita Horobec'
Vita Vitaliïvna Horobec' (in ucraino Віта Віталіївна Горобець?; Koshyv, 6 aprile 1996) è una cestista ucraina.

## Carriera
Con l'Ucraina ha disputato due edizioni dei Campionati europei (2017, 2019).